# Lesley Pattinama Kerkhove
Lesley Pattinama Kerkhove (Spijkenisse, 4 novembre 1991) è un'ex tennista olandese.

## Carriera
Ha vinto 10 titoli singolari e 19 titoli nel doppio nel circuito ITF in carriera. Il 6 giugno 2022 ha raggiunto il best ranking mondiale nel singolare, n°135; mentre il 25 giugno 2018 ha raggiunto il miglior piazzamento mondiale nel doppio, n°58.
Nel luglio 2013, Kerkhove ha debuttato nel tabellone principale di un torneo WTA allo Swedish Open. Dopo essere passata per i tre turni di qualificazione, Lesley ha perso contro Nina Bratčikova al primo turno. In coppia con Richèl Hogenkamp, ha perso anche al primo turno nel doppio contro Alexandra Dulgheru e Flavia Pennetta, che poi saranno finaliste nel torneo.
Il 12 luglio 2024 ha annunciato il suo ritiro dal tennis professionistico.

## Statistiche WTA

### Doppio

#### Vittorie (1)
| Legenda               |
| --------------------- |
| Grande Slam (0)       |
| Ori Olimpici (0)      |
| WTA Finals (0)        |
| WTA Elite Trophy (0)  |
| Dal 2009 al 2020      |
| Premier Mandatory (0) |
| Premier 5 (0)         |
| Premier (0)           |
| International (1)     |

| N. | Data            | Torneo                                       | Superficie  | Compagna         | Avversarie in finale              | Punteggio           |
| 1. | 21 ottobre 2017 | BGL-BNP Paribas Open Luxembourg, Lussemburgo | Cemento (i) | Lidzija Marozava | Eugenie Bouchard Kirsten Flipkens | 6(4)-7, 6-4, [10-6] |

#### Sconfitte (5)
| Legenda               | Legenda      |
| --------------------- | ------------ |
| Grande Slam (0)       |              |
| Argenti Olimpici (0)  |              |
| WTA Finals (0)        |              |
| WTA Elite Trophy (0)  |              |
| Dal 2009 al 2020      | Dal 2021     |
| Premier Mandatory (0) | WTA 1000 (0) |
| Premier 5 (0)         | WTA 1000 (0) |
| Premier (0)           | WTA 500 (0)  |
| International (3)     | WTA 250 (2)  |

| N. | Data              | Torneo                                  | Superficie  | Compagna          | Avversarie in finale                | Punteggio         |
| 1. | 24 luglio 2016    | Swedish Open, Båstad                    | Terra rossa | Lidzija Marozava  | Andreea Mitu Alicja Rosolska        | 3-6, 5-7          |
| 2. | 16 giugno 2019    | Libéma Open, 's-Hertogenbosch           | Erba        | Bibiane Schoofs   | Aleksandra Krunić Shūko Aoyama      | 5-7, 3-6          |
| 3. | 8 marzo 2020      | Open 6ème Sens Métropole de Lyon, Lione | Cemento (i) | Bibiane Schoofs   | Laura Ioana Paar Julia Wachaczyk    | 5-7, 4-6          |
| 4. | 19 settembre 2021 | Zavarovalnica Sava Portorož, Portorose  | Cemento     | Aleksandra Krunić | Anna Kalinskaja Tereza Mihalíková   | 6-4, 2-6, [10-12] |
| 5. | 31 ottobre 2021   | Transylvania Open, Cluj-Napoca          | Cemento (i) | Aleksandra Krunić | Irina Maria Bara Ekaterine Gorgodze | 6-4, 1-6, [9-11]  |

## Statistiche ITF

### Singolare

#### Vittorie (10)
| Torneo $100.000 (0) |
| Torneo $80.000 (0)  |
| Torneo $75.000 (0)  |
| Torneo $60.000 (0)  |
| Torneo $50.000 (0)  |
| Torneo $40.000 (0)  |
| Torneo $25.000 (9)  |
| Torneo $15.000 (0)  |
| Torneo $10.000 (1)  |

| N.  | Data              | Torneo                                                | Superficie  | Avversaria in finale | Punteggio        |
| 1.  | 14 febbraio 2011  | Albufeira Ladies Open, Albufeira                      | Cemento     | Amra Sadiković       | 3-6, 7-5, 6-2    |
| 2.  | 13 luglio 2014    | Schönbusch Open, Aschaffenburg                        | Terra rossa | Carina Witthöft      | 7-5, 6-3         |
| 3.  | 9 novembre 2015   | Open Feminin 50, Équeurdreville-Hainneville           | Cemento (i) | Sofia Shapatava      | 7-5, 6-3         |
| 4.  | 23 settembre 2018 | Lisboa Women Open, Lisbona                            | Cemento     | Pemra Özgen          | 6-2, 7-6(6)      |
| 5.  | 30 settembre 2018 | Open GDF SUEZ Clermont-Ferrand, Clermont-Ferrand      | Cemento (i) | Clara Burel          | 6-3, 4-6, 6-4    |
| 6.  | 3 agosto 2019     | AEGON Pro Series Foxhills, Woking                     | Cemento     | Pemra Özgen          | 7-6(6), 6-2      |
| 7.  | 10 novembre 2019  | Cal-Comp & XYZprinting ITF World Tennis Tour, Hua Hin | Cemento     | Eudice Wong Chong    | 7-6(5), 5-7, 7-5 |
| 8.  | 17 novembre 2019  | Cal-Comp & XYZprinting ITF World Tennis Tour, Hua Hin | Cemento     | Hurricane Tyra Black | 6-3, 6-4         |
| 9.  | 10 luglio 2022    | Seixal Ladies Open, Corroios-Seixal                   | Cemento     | Lina Glushko         | 6-4, 6-4         |
| 10. | 20 agosto 2023    | Internacional Femenino Ciudad Durense, Ourense        | Cemento     | Francisca Jorge      | 7-6(1), 6-4      |

#### Sconfitte (18)
| Torneo $100.000 (0) |
| Torneo $80.000 (0)  |
| Torneo $75.000 (0)  |
| Torneo $60.000 (0)  |
| Torneo $50.000 (0)  |
| Torneo $40.000 (1)  |
| Torneo $25.000 (12) |
| Torneo $15.000 (0)  |
| Torneo $10.000 (5)  |

| N.  | Data             | Torneo                                                      | Superficie  | Avversaria in finale   | Punteggio        |
| 1.  | 5 settembre 2010 | Thermphos Challenger Zeeland, Middelburg                    | Terra rossa | Angelique van der Meet | 1–6, 3–6         |
| 2.  | 26 giugno 2011   | Breda Future, Breda                                         | Terra rossa | Polina Vinogradova     | 2–6, 6–1, 2–6    |
| 3.  | 3 luglio 2011    | Thermphos Challenger Zeeland, Middelburg                    | Terra rossa | Bibiane Schoofs        | 6(4)-7, 1-6      |
| 4.  | 28 agosto 2011   | Twents Open, Enschede                                       | Terra rossa | Sandra Martinović      | 6–2, 4–6, 4–6    |
| 5.  | 4 settembre 2011 | Coldec Open, Apeldoorn                                      | Terra rossa | Myrtille Georges       | 5-7, 4-6         |
| 6.  | 6 febbraio 2012  | Launceston Tennis International, Launceston                 | Cemento     | Julija Putinceva       | 1-6, 3-6         |
| 7.  | 27 agosto 2012   | Rotterdam Open, Rotterdam                                   | Terra rossa | Ekaterine Gorgodze     | 6(5)-7, 6-2, 4-6 |
| 8.  | 9 settembre 2012 | TEAN International, Alphen aan den Rijn                     | Terra rossa | Sandra Záhlavová       | 5-7, 6(5)-7      |
| 9.  | 19 ottobre 2014  | Singha BEC TERO ITF Women Circuit, Bangkok                  | Cemento     | Elizaveta Kuličkova    | 1-6, 0-6         |
| 10. | 14 marzo 2016    | Women's ITF Irapuato Club de Golf Santa Margarita, Irapuato | Cemento     | Françoise Abanda       | 2-6, 4-6         |
| 11. | 11 novembre 2017 | AEGON Pro Series Shrewsbury, Shrewsbury                     | Cemento (i) | Anna-Lena Friedsam     | 4-6, 2-6         |
| 12. | 5 maggio 2018    | Tbilisi Open, Tbilisi                                       | Cemento     | Ekaterine Gorgodze     | 4-6, 4-6         |
| 13. | 3 marzo 2019     | Open GDF SUEZ de la Ville de Macon, Mâcon                   | Cemento (i) | Myrtille Georges       | 3-6, 3-6         |
| 14. | 11 agosto 2019   | AEGON Pro Series Chiswick, Chiswick                         | Cemento     | Samantha Murray Sharan | 4-6, 4-6         |
| 15. | 16 luglio 2022   | British Tennis Open, Roehampton                             | Cemento     | Danielle Lao           | 5-7, 4-6         |
| 16. | 19 marzo 2023    | Smartwings Open, Říčany                                     | Cemento (i) | Antonia Ružić          | 4-6, 1-6         |
| 17. | 27 agosto 2023   | Vigo Women Tenis Tour, Vigo                                 | Cemento     | Jana Fett              | 7-6(5), 3-6, 1-6 |
| 18. | 5 novembre 2023  | Edmonton National Bank Challenger, Edmonton                 | Cemento (i) | Arina Rodionova        | 3-6, 5-7         |

### Doppio

#### Vittorie (19)
| Torneo $100.000 (0) |
| Torneo $80.000 (0)  |
| Torneo $75.000 (0)  |
| Torneo $60.000 (3)  |
| Torneo $50.000 (2)  |
| Torneo $40.000 (2)  |
| Torneo $25.000 (11) |
| Torneo $15.000 (1)  |
| Torneo $10.000 (0)  |

| N.  | Data              | Torneo                                                | Superficie  | Compagna            | Avversarie in finale                      | Punteggio         |
| 1.  | 28 ottobre 2013   | Caesar & Imperial Cup, Taipei                         | Cemento (i) | Arantxa Rus         | Chen Yi Luksika Kumkhum                   | 6-4, 2-6, [14-12] |
| 2.  | 15 settembre 2014 | AEGON Pro Series Shrewsbury, Shrewsbury               | Cemento (i) | Richèl Hogenkamp    | Nicola Geuer Viktorija Golubic            | 2-6, 7-5, [10-8]  |
| 3.  | 3 novembre 2014   | AEGON Pro Series Bath, Bath                           | Cemento (i) | Xenia Knoll         | Barbara Bonić Pemra Özgen                 | 6-3, 6-1          |
| 4.  | 29 giugno 2015    | Zeeland Open, Zeeland                                 | Terra rossa | Quirine Lemoine     | Conny Perrin Alyona Sotnikova             | 6-2, 3-6, [10-3]  |
| 5.  | 10 agosto 2015    | Westend Ladies Tennis Cup, Westende                   | Cemento     | Indy de Vroome      | Ankita Raina Alyona Sotnikova             | 7-6(4), 6-4       |
| 6.  | 9 novembre 2015   | Open Feminin 50, Équeurdreville-Hainneville           | Cemento (i) | Alexandra Cadanțu   | Elizaveta Ianchuk Shérazad Reix           | 6-3, 6-4          |
| 7.  | 25 luglio 2016    | Horb Tennis Open, Horb am Neckar                      | Terra rossa | Richèl Hogenkamp    | Anita Husarić Oleksandra Korashvili       | 6-1, 7–6(2)       |
| 8.  | 17 ottobre 2016   | Open GDF Suez de Touraine, Joué-lès-Tours             | Cemento (i) | Ivana Jorović       | Alexandra Cadanțu Ekaterina Jašina        | 6-3, 7-5          |
| 9.  | 11 marzo 2017     | Zhuhai Open, Zhuhai                                   | Cemento     | Lidzija Marozava    | Ljudmyla Kičenok Nadežda Kičenok          | 6-4, 6-2          |
| 10. | 29 luglio 2017    | BMW AHG Cup, Horb am Neckar                           | Terra rossa | Bibiane Schoofs     | Ágnes Bukta Isabella Shinikova            | 7-5, 6-3          |
| 11. | 10 marzo 2018     | Zhuhai Open, Zhuhai                                   | Cemento     | Anna Blinkova       | Nao Hibino Danka Kovinić                  | 7-5, 6-4          |
| 12. | 23 febbraio 2019  | AEGON Pro Series Glasgow, Glasgow                     | Cemento (i) | Anna Zaja           | Freya Christie Jana Fett                  | 6–3, 3–6, [10–3]  |
| 13. | 2 marzo 2019      | Open GDF SUEZ de la Ville de Macon, Mâcon             | Cemento (i) | Bibiane Schoofs     | Claudia Giovine Angelica Moratelli        | 6-2, 6-4          |
| 14. | 30 marzo 2019     | Open GDF Suez Seine-et-Marne, Croissy-Beaubourg       | Cemento (i) | Harriet Dart        | Sarah Beth Grey Eden Silva                | 6-3, 6-2          |
| 15. | 25 ottobre 2019   | Republican Girls, Istanbul                            | Cemento (i) | Richèl Hogenkamp    | Susan Bandecchi Katarzyna Piter           | 6-2, 2-6, [10-6]  |
| 16. | 16 novembre 2019  | Cal-Comp & XYZprinting ITF World Tennis Tour, Hua Hin | Cemento     | Tamarine Tanasugarn | Ng Kwan-yau Zheng Saisai                  | 6-2, 7-6(5)       |
| 17. | 13 febbraio 2021  | Ilana Kloss International, Potchefstroom              | Cemento     | Bibiane Schoofs     | Naomi Broady Eden Silva                   | 4–6, 6–3, [10–6]  |
| 18. | 17 febbraio 2024  | Chaly Women's, Morelia                                | Cemento     | Marina Mel'nikova   | Irene Burillo Escorihuela Rasheeda McAdoo | 6-4, 4-6, [11-9]  |
| 19. | 22 giugno 2024    | Swedish Ladies, Ystad                                 | Terra rossa | Marie Benoît        | Alevtina Ibragimova Anna Zyrjanova        | 6-3, 6-1          |

#### Sconfitte (13)
| Torneo $100.000 (1) |
| Torneo $80.000 (0)  |
| Torneo $75.000 (0)  |
| Torneo $60.000 (0)  |
| Torneo $50.000 (2)  |
| Torneo $40.000 (0)  |
| Torneo $25.000 (10) |
| Torneo $15.000 (0)  |
| Torneo $10.000 (0)  |

| N.  | Data              | Torneo                                                                                                 | Superficie  | Compagna            | Avversarie in finale                          | Punteggio           |
| 1.  | 4 agosto 2012     | Rebecq Ladies Trophy, Rebecq                                                                           | Terra rossa | Marina Mel'nikova   | Diana Buzean Daniëlle Harmsen                 | 4–6, 2–6            |
| 2.  | 28 giugno 2014    | Internationaler Württembergische Damen-Tennis-Meisterschaften um den Stuttgarter Stadtpokal, Stoccarda | Terra rossa | Arantxa Rus         | Viktorija Golubic Laura Siegemund             | 3–6, 3–6            |
| 3.  | 12 luglio 2014    | Schönbusch Open, Aschaffenburg                                                                         | Terra rossa | Xenia Knoll         | Rika Fujiwara Yuuki Tanaka                    | 1-6, 4-6            |
| 4.  | 1º settembre 2014 | Alphen aan den Rijn Open, Alphen aan den Rijn                                                          | Terra rossa | Richèl Hogenkamp    | Rebecca Peterson Eva Wacanno                  | 4-6, 4-6            |
| 5.  | 18 ottobre 2014   | Singha BEC TERO ITF Women Circuit, Bangkok                                                             | Cemento     | Martina Borecká     | Varatchaya Wongteanchai Varunya Wongteanchai  | 2–6, 7–5, [7–10]    |
| 6.  | 1º febbraio 2015  | Open GDF SUEZ 42, Andrézieux-Bouthéon                                                                  | Cemento (i) | Ana Vrljić          | Gioia Barbieri Jeļena Ostapenko               | 6-2, 6(4)-7, [3-10] |
| 7.  | 12 settembre 2015 | TEAN International, Alphen aan den Rijn                                                                | Terra rossa | Arantxa Rus         | Quirine Lemoine Eva Wacanno                   | 6–3, 4–6, [7–10]    |
| 8.  | 10 ottobre 2015   | Kirkland Tennis Challenger, Kirkland                                                                   | Cemento     | Arantxa Rus         | Stéphanie Foretz Mandy Minella                | 4–6, 6–4, [4–10]    |
| 9.  | 21 novembre 2015  | AEGON Pro Series Shrewsbury, Shrewsbury                                                                | Cemento (i) | Quirine Lemoine     | Xenia Knoll Alice Matteucci                   | 6–3, 3–6, [3–10]    |
| 10. | 19 dicembre 2015  | Ankara Cup, Ankara                                                                                     | Cemento (i) | Paula Kania         | María José Martínez Sánchez Marina Mel'nikova | 4-6, 7-5, [8-10]    |
| 11. | 5 novembre 2017   | Open GDF SUEZ Nantes Atlantique, Nantes                                                                | Cemento (i) | Michaëlla Krajicek  | Manon Arcangioli Shérazad Reix                | 2–6, 3–6            |
| 12. | 16 dicembre 2017  | Al Habtoor Tennis Challenge, Dubai                                                                     | Cemento     | Lidzija Marozava    | Mihaela Buzărnescu Alëna Fomina               | 4-6, 3-6            |
| 13. | 9 novembre 2019   | Cal-Comp & XYZprinting ITF World Tennis Tour, Hua Hin                                                  | Cemento     | Tamarine Tanasugarn | Georgia Crăciun Eva Guerrero Álvarez          | 2-6, 5-7            |

## Grand Slam Junior

### Doppio

#### Sconfitte (1)
| Tornei del Grande Slam  |
| ----------------------- |
| Australian Open (0)     |
| Open di Francia (1)     |
| Torneo di Wimbledon (0) |
| US Open (0)             |

| N. | Data          | Torneo                  | Superficie  | Compagna    | Avversarie in finale        | Punteggio        |
| 1. | 7 giugno 2008 | Open di Francia, Parigi | Terra rossa | Arantxa Rus | Polona Hercog Jessica Moore | 7-5, 1-6, [7-10] |